# Общевойсковая военная школа в Куликоро
Общевойсковая военная школа в Куликоро (фр.  L’École militaire interarmes de Koulikoro ) — одно из старейших и наиболее престижных военных учебных заведений в Мали, в котором также проходят обучение курсанты из других стран Западной Африки. Школа была основана в 1963 году, и до 1980 года располагалась в городе Кати.

## Общие данные
Общевойсковая военная школа в Куликоро является одной из четырёх военных школ Мали 2-го (промежуточного) уровня, обладающих более высоким статусом, чем военные учебные центры и предшествующих Национальным военным школам регионального уровня. С 1980 года она дислоцирована на территории Учебного центра Бубакар Сада Си (фр.  Centre d’Instruction Boubacar Sada SY) в 60 километрах к северо-востоку от столицы страны Бамако, на берегах реки Нигер. Этот центр, созданный в рамках военного сотрудничества между Мали и Францией, включает три школы: Общевойсковую военную школу, и более высокие по статусу Школу военной администрации и Школу Генерального штаба.
Согласно Межведомственному постановлению об учреждении, организации и функционировании Общевойсковой военной школы n°3194/MFAAC-G от 17 ноября 2000 года, определяющему статус школы в составе вооружённых сил и её постоянную дислокацию, она подчинена Дирекции военных школ Мали и назначаемому командиру школы. В осуществлении командования командиру школы помогает директор по обучению. Официально Общевойсковая военная школа в Куликоро находится под опекой начальника Генерального штаба армии Мали и её штат ежегодно утверждается министром обороны.
Задачами Школы являются первоначальное обучение действующих офицеров, обучение офицеров резерва, а также научные и технологические исследования
В школу принимаются путём прямого конкурса гражданские лица обоих полов от 16 до 24 лёт (до 31 декабря конкурсного года) и военные в возрасте не более 35 лет. По условиям приёма гражданские лица должны быть малийской национальности, быть холостыми, иметь диплом первого цикла об общем университетском образовании (DEUG), соответствующий первым двум курсам университета, между бакалавриатом и лицензий, либо эквивалентный документ. Для военных также обязателен диплом DEUG, либо эквивалентные дипломы или лицензии, а также хороший послужной список. Абитуриенты должны соответствовать требованиям физической подготовки и обладать безупречной моральной репутацией.
Курс обучения в школе составляет три года. В соответствии с унаследованной от французской армии традицией, каждый курс при выпуске из училища принимает имя одного из видных деятелей Мали, оставившего след в истории страны и её вооружённых сил.
Церемония выпуска курсантов обычно проходит, как правило, в первую неделю августа. Она включает исполнение марша, выдачу нашивок, дипломов и офицерских сабель, принятие присяги, передачу факела школы и прохождение торжественным маршем. На церемонии помимо министра обороны и начальника Учебного центра Куликоро нередко присутствуют президент и премьер-министр Мали.
Несмотря на то, что Школа не имеет регионального статуса, в ней с 1993 года проходят обучение военнослужащие из 12 стран Африки: Буркина-Фасо, Бенина, Камеруна, Габона, Гвинеи, Мавритании, Нигера, Центральноафриканской республики, Кот-д’Ивуара, Сенегала, Чада и Того  В связи с этим и с обострением военной ситуации в Мали в последние годы особое внимание стало уделяться обучению практике миротворческих операций. В своей речи 1 августа 2008 года на церемонии в Общевойсковой военной школе в Куликоро тогдашний президент страны Амаду Тумани Туре так сформулировал эту новую задачу: «Долг армии состоит в том, чтобы воевать, а основная миссия состоит в том, чтобы, прежде всего, поддерживать мир» ("Le devoir d’une armée c’est de faire la guerre et la mission fondamentale est surtout de maintenir la paix ").

## История
Общевойсковая военная школа была учреждена Законом N0 63-1 AN-RM от 1 октября 1962 года и Законом N 63-ANIRM от 11 января 1963. Она стала первым военным учебным заведением независимого Мали и разместилась в казармах бывшей Африканской подготовительной военной школы (фр. École militaire préparatoire africaine), основанной в 1923 году как Школа сынов полка в Кати (фр. l'École des enfants de troupe de Kati) в 15 километрах от Бамако. В Школу сынов полка без предварительных условий принимались дети военных африканского происхождения, которые по достижении 18 лет завершали обучение и в обязательном порядке направлялись для прохождения службы в Полк сенегальских стрелков (фр. Régiments de Tirailleurs Sénégalais (R.T.S)) французской колониальной армии. Помещения Школы пустовали после эвакуации 8 июня 1961 года французской военной базы в Кати. Теперь, с 1963 года, принимаемые в открывшуюся Общевойсковую военную школу должны были иметь степень бакалавра или технический диплом средней школы и после трёх лет обучения выпускались уже офицерами.
Первый и второй выпуски школы должны были дать стране офицеров нового типа, первые национальные военные кадры. При этом делался упор на политическое воспитание новых офицеров, которые должны были, прежде всего, стать гражданами независимого Мали, активистами правящей партии Суданский союз и «защитниками социалистической революции». Тогдашний начальник Генерального штаба полковник Секу Траоре говорил:
С момента создания нашей национальной армии, идея солдата-воина уступила место идее солдата-гражданина, а идея офицера-авантюриста и разрушителя уступила место идее образованного офицера, строителя и администратора
.
В ходе развернувшегося в 1960-х годах советско-малийского сотрудничества в Кати появились советские военные специалисты (Советская пресса сообщала в 1964 году, что в казармах бывшей французской базы в Кати также размещалась советская геологическая экспедиция, проводившая геологоразведку на всей территории Мали).
В 1964—1965 годах в Общевойсковой военной школе проходили подготовку бойцы африканских национально-освободительных движений: Африканского национального конгресса Южной Африки, СВАПО (Намибия), ФРЕЛИМО (Мозамбик), МПЛА (Ангола), ЗАНУ (Южная Родезия) и сторонники П.Лумумбы из Конго.
27 июля 1967 года Школу посетил первый президент страны Модибо Кейта, который назвал её личный состав «самой сознательной и самой динамичной передовой силой…» участвующей в строительстве нового Мали, однако именно здесь, в Кати, возник заговор, который привёл к перевороту 1968 года. Именно из школы в Кати вышли большинство членов захватившего власть Военного комитета национального освобождения, в том числе и президент Мусса Траоре, правивший Мали последующие 23 года.
После падения режима Модибо Кейты Школа сосредоточилась на подготовке для армии Мали прежде всего военных специалистов. 1 октября 1980 года Общевойсковая военная школа была передислоцирована ближе к столице, в город Куликоро, а в её помещениях в Кати разместилось другое учебное заведение — Военный пританей (фр. Le Prytanée militaire de Kati (PMK))
В 1993 году, продолжая традиционный для Мали курс на интегрирование африканских армий, Школа начала приём желающих из всех регионов Африки.
К 2009 году Общевойсковую военную школу в Куликоро закончили 91 иностранец, среди которых 26 военных из Нигера, 21 из Гвинеи, 19 из Сенегала, 16 из Буркина-Фасо, 3 из Кот д"Ивуара, 2 из Того, 1 из Габона, 1 из Центральноафриканской Республики и 1 из Чада. К 2010 году Школа выпустила в общей сложности 1108 офицеров.
1 августа 2008 года прошла церемония 30-го выпуска Школы. Её стены покинули 44 офицера (включая двоих из Гвинеи и двоих из Нигера), среди них один врач, лётчик и пять судей.
23 июля 2009 года состоялся 31-й выпуск. Из 54 офицеров двое были из Буркина-Фасо, двое из Нигера, двое из Сенегала и двое из Того. Среди выпускников были три женщины.
5 августа 2010 года в рамках 32-го выпуска офицерские погоны получили 50 курсантов, среди которых были 12 иностранцев из Буркина-Фасо, Гвинеи, Нигера, Сенегала, Габона, Мавритании, Центральноафриканской Республики и Того.
11 августа 2011 года в присутствии президента Мали Амаду Тумани Туре состоялся 33-й выпуск. Из 38 офицеров общего курса и 8 офицеров прошедших специальный курс были 4 женщины. В составе выпуска завершили обучение два камерунца, два гвинейца и два военных из Нигера, а также по одному представителю Буркина-Фасо, Кот д’Ивуара, Габона, Сенегала и Того.
3 октября 2011 года во время учений в горном районе Тьентьенбугу (Tientienbougou) к востоку от Куликоро при неясных обстоятельствах погибли малийские курсанты Секу Ав (Sékou Aw), Шейх Умар Буаре (Cheick Oumar Bouaré), Сидики Тангара (Sidiki Tangara) и Тьерно Сейду Кейта (Thierno Seydou Keïta), а также 22-летняя курсантка второго года обучения Фату Сек Гнанге (Fatou Seck Gningue) из Сенегала. Этот инцидент имел большой резонанс как в самой Мали, так и за рубежом, особенно в Сенегале, где появилось мнение, что молодёжь следует посылать для военного обучения в Европу, США или в страны Азии. После того, как выяснилось, что одной из причин гибели курсантов стали неуставные взаимоотношения, которые во франкоязычных армиях известны как «байютаж» (bahutage), приказом министерства обороны были уволены офицеры администрации училища и 40 курсантов из 155 проходивших обучение. Пятнадцать уволенных курсантов были высланы из Мали на родину. В середине февраля 2013 года родственники исключённых обратились к временному президенту, премьер министру и министру обороны Мали с просьбой восстановить несостоявшихся офицеров в армии, ссылаясь на их патриотическое желание быть полезными в зоне боевых действий на севере страны.
В связи с миротворческой операцией в Мали преподавательский состав школы был усилен за счёт привлечения профессоров и инструкторов канадского Пирсоновского центра по поддержанию мира и малийской Школы по поддержанию мира.
8 февраля 2013 года в Бамако прибыл первый европейский контингент полковника Бруно Элена, призванный реорганизовать армию Мали. Военные специалисты Франции, Чехии, Великобритании, ФРГ, Испании, Польши, Швеции и Румынии должны будут восстановить нормальное функционирование армейских структур и начать переобучение личного состава, в первую очередь в Учебном центре Куликоро, в том числе и в Общевойсковой военной школе.

### Список начальников школы
| Порядок | Имя                                  | Звание                                | Период          |
| ------- | ------------------------------------ | ------------------------------------- | --------------- |
| 1.      | Абдулай Сумаре Abdoulaye Soumaré     | Генерал                               | 1962-1964 годы  |
| 2.      | Секу Траоре Sekou Traoré             | Полковник                             | 1967-1968 годы  |
| 3.      | Бинем Пудиугу Biném Poudiougou       | Майор                                 | 1969-1970 годы  |
| 4.      | Бугари Сангаре Bougari Sangare       | Капитан, с 1973 года — майор          | 1970-1975 годы  |
| 5.      | Мамаду Марико Mamadou Mariko         | Подполковник                          | 1975-1977 годы  |
| 6.      | Бугари Сангаре Bougari Sangare       | Подполковник                          | 1977-1978 годы  |
| 7.      | Абдуллай Уологам Abdoulaye Ouologuem | Подполковник, с 1979 года — полковник | 1978-1985 годы  |
| 8.      | Мамаду Кулибали Mamadou Koulibaly    | Генерал                               | 1985-1987 годы  |
| 9.      | Сиди Майга Sidy Maiga                | Генерал                               | 1988-1991 годы  |
| 10.     | Мамаду А. Диалло Mamadou A. Diallo   | Подполковник                          | 1991 −1995 годы |
| 11.     | Секу Ниамбеле Sekou H. Niambele      | Подполковник                          | 1995 −2001 годы |
| 12.     | Сунгало Кулибали Soungalo Koulibaly  | Полковник                             |                 |
| 12.     | Усман Коронго Ousmane Korongo        | Полковник                             |                 |

### Список директоров по обучению
| Порядок | Имя                                | Звание                       | Период          |
| ------- | ---------------------------------- | ---------------------------- | --------------- |
| 1.      | Йоро Диаките Yoro Diakité          | Лейтенант, затем капитан     | 1964-1968 годы  |
| 2.      | Амала Кейта Hamala Keita           | Капитан                      | 1969-1970 годы  |
| 3.      | Коке Дембеле Koké Dembele          | Лейтенант                    | 1970-1972 годы  |
| 4.      | Мусса Кейта Moussa Keita           | Лейтенант                    | 1973-1975 годы  |
| 5.      | Амаду Сиссоко Amadou Sissoko       | Капитан, с 1977 года — майор | 1975-1979 годы  |
| 6.      | Тумани Сиссоко Toumani Sissoko     | Капитан                      | 1979-1982 годы  |
| 7.      | Ламине Диабара Lamine Diabara      | Капитан                      | 1982-1983 годы  |
| 8.      | Брахима Кулибали Brahima Koulibaly | Капитан                      | 1983-1985 годы  |
| 9.      | Минкоро Кане Minkoro Kane          | Майор                        | 1985-1987 годы  |
| 10.     | Гастон Даманго Gaston Damango      | Капитан, с 1989 года — майор | 1987 −1995 годы |
| 11.     | Мусса Кулибали Moussa Koulibaly    | Капитан                      | 1995 −1996 годы |
| 12.     | Драмине Диарра Dramine Diarra      | Майор                        | 1996-1998 годы  |
| 12.     | Бубакар Тогола Boubakar Togola     | Подполковник                 | 1998-2001 года  |

### Список выпусков школы
| Выпуск                                                         | Период    | Патрон выпуска                                            |
| -------------------------------------------------------------- | --------- | --------------------------------------------------------- |
| 1-й выпуск 1ère Promotion                                      | 1962-1963 | Мамаду Конате MAMADOU KONATE                              |
| 2-й выпуск 2ère Promotion                                      | 1963-1964 | лейтенант Конимба Курума KONIMBA KOUROUMA                 |
| 3-й выпуск 3ère Promotion                                      | 1967-1969 | капитан Мамаду Сисоко MAMADOU SISSOKO                     |
| 4-й выпуск 4ère Promotion                                      | 1970-1972 | генерал Абдулай Сумаре ABDOULAYE SOUMARE                  |
| 5-й выпуск 5ère Promotion                                      | 1973-1975 | Бабемба Траоре BABEMBA TRAORE                             |
| 6-й выпуск 6ère Promotion                                      | 1975-1977 | лейтенант Фанири Конате FANHIRI KONATE                    |
| 7-й выпуск 7ère Promotion                                      | 1976-1978 | майор Бинем Пудиугу BINEM POUDIOUGOU                      |
| 8-й выпуск 8ère Promotion                                      | 1978-1980 | подполковник Мохамед Ульд Исса MOHAMED OULD ISSA          |
| 9-й выпуск 9ère Promotion                                      | 1979-1981 | командир эскадрона Умар Кулибали OUMAR COULIBALY          |
| 10-й выпуск 10ère Promotion                                    | 1980-1982 | Секу Амаду SÉKOU AHMADOU                                  |
| 11-й выпуск 11ère Promotion                                    | 1981-1983 | доктор Сомине Доло SOMINÉ DOLO                            |
| 12-й выпуск 12ère Promotion                                    | 1983-1985 | Куми Диоссе Траоре KOUMI DIOSSÉ TRAORE                    |
| 13-й выпуск 13ère Promotion                                    | 1987-1988 | капитан Сулейман Кассамбара SOULEYMANE KASSAMBARA         |
| 14-й выпуск 14ère Promotion                                    | 1988-1991 | командир эскадрона Мама Траоре MAMA TRAORE                |
| 15-й выпуск 15ère Promotion                                    | 1989-1991 | младший лейтенант Абдул Карим Думбиа ABDOUL KARIM DOUMBIA |
| 16-й выпуск 16ère Promotion                                    | 1990-1994 | майор Сиака Коне SIAKA KONE                               |
| 17-й выпуск 17ère Promotion                                    | 1991-1995 | полковник Келетигу Драбо KÈLÈTIGUI DRABO                  |
| 18-й выпуск 18ère Promotion                                    | 1993-1996 | доктор Бубакар Сада Си BOUBACAR SADA SY                   |
| 19-й выпуск 19ère Promotion                                    | 1994-1997 | президент Модибо Кейта MODIBO KEITA                       |
| 20-й выпуск 20ère Promotion                                    | 1995-1998 | Алиун Блондин М’Бейе ALIOUNE BLONDIN M’BEYE               |
| 21-й выпуск 21ère Promotion                                    | 1996-1999 | полковник Секу Траоре SÉKOU TRAORE                        |
| 22-й выпуск 22ère Promotion                                    | 1997-2000 | командир эскадрона Мамаду Конде MAMADOU KONDE             |
| 23-й выпуск 23ère Promotion                                    | 1998-2001 | майор Мамаду Гойта MAMADOU GOÏTA                          |
| 24-й выпуск 24ère Promotion                                    | 1999-2002 | полковник Амаду Сиссоко AMADOU SISSOKO                    |
| 25-й выпуск (международный) 25ère Promotion (DE L’INTEGRATION) | 2000-2003 | президент Нигера Амани Диори HAMANI DIORI                 |
| 26-й выпуск 26ère Promotion                                    | 2001-2004 | Тьеуле Мамаду Конате TIÉOULÉ MAMADOU KONATE               |
| 27-й выпуск 27ère Promotion                                    | 2002-2005 | генерал Бугари Сангаре BOUGARI SANGARE                    |
| 28-й выпуск 28ère Promotion                                    | 2003-2006 | полковник Усман Майга OUSMANE MAÏGA                       |
| 29-й выпуск 29ère Promotion                                    | 2004-2007 | генерал Шейх Умар Диарра CHEICK OUMAR DIARRA              |
| 30-й выпуск 30ère Promotion                                    | 2005-2008 | генерал Сириман Кейта SIRIMAN KEITA                       |
| 31-й выпуск 31ère Promotion                                    | 2006-2009 | Бубакар Траоре BOUBACAR TRAORE                            |
| 32-й выпуск 32ère Promotion                                    | 2007-2010 | генерал Абдулай Уологам ABDOULAYE OUOLOGUEM               |
| 33-й выпуск 33ère Promotion                                    | 2008-2011 | Мадейра Кейта MADEIRA KEITA                               |